# イノセント (蒼井翔太の曲)
「イノセント」は、蒼井翔太の楽曲。6作目のシングルとして、2016年7月27日にKING AMUSEMENT CREATIVEから発売された。

## 概要
前作「絶世スターゲイト」から約6か月ぶりに発売された2016年第2弾シングル。2016年3月1日にキングレコード移籍後、蒼井翔太名義では初となる。発売形態は通常盤（CD）と初回限定盤（CD+DVD）の2種類で、初回限定盤には「イノセント」のミュージック・ビデオとメイキングを収録したDVDが付属する。「イノセント」は自身もレンレン役で出演するテレビアニメ『初恋モンスター』オープニング主題歌である。
蒼井が作詞・作曲したカップリング曲の「ずっと…」はファンへのラブソング、「Summer Dreamin’」は大人のサマーソングをテーマにしている。

## 収録曲
| #  | タイトル            | 作詞     | 作曲       | 編曲     |
| -- | ------------------- | -------- | ---------- | -------- |
| 1. | 「イノセント」      | 岩城由美 | 東大路憲太 | 堤博明   |
| 2. | 「ずっと…」         | 蒼井翔太 | 蒼井翔太   | 山崎佳祐 |
| 3. | 「Summer Dreamin’」 | LILLA    | 畑公夫     | 畑公夫   |

| #  | タイトル                                    | 作詞 | 作曲・編曲 |
| -- | ------------------------------------------- | ---- | ---------- |
| 1. | 「イノセント」(MUSIC VIDEO＋メイキング収録) |      |            |